# Fuentes de Andalucía
Fuentes de Andalucía er en by og kommune i det sydlige Spanien i provinsen Sevilla. Den har et indbyggertal på 7.247 (2024) indbyggere.